# East Thermopolis (Wyoming)
East Thermopolis város az USA Wyoming államában, Hot Springs megyében. Lakosainak száma 229 fő (2020. április 1.).

## Népesség
A település népességének változása:

| 2010 | 254 |
| 2020 | 229 |